# Programi za dinamično geometrijo
Programi za dinamično geometrijo so računalniški programi, ki omogočajo uporabniku konstrukcije geometrijskih objektov ter interaktivno manipulacijo le-teh. Konstrukcijo začnemo z osnovnimi objekti: točkami, črtami, krogi, nakar določamo nove objekte, ki so povezani z začetnimi. Dinamična komponenta nam omogoča premikanje začetnih objektov in s tem celotne konstrukcije. Poleg tega lahko določimo geometrijsko mesto točk pri spreminjanju določenega elementa. 

## Programi
Dva sta skoraj v celoti poslovenjena, kar je delo Stanislava Šenvetra.
- Ravnilo in šestilo (Zirkel und Lineal -Z.u.L.)  Arhivirano 2005-04-24 na Wayback Machine. prosto programje napisano v Javi, prevedeno tudi v slovenščino.

- GeoGebra [mrtva povezava] prosto programje napisano v Javi, prevedeno tudi v slovenščino.

- Cabri Geometry  Arhivirano 2005-04-06 na Wayback Machine. eden prvih programov, komercialni program.

- Cinderella  - prosto programje napisano v Javi.

- Drgeocaml  Arhivirano 2005-05-09 na Wayback Machine. prosto programje napisano v Ocaml.

- Euklid DynaGeo

- Euklides

- Dr Geo  Arhivirano 2008-03-03 na Wayback Machine.

- Gambol

- Miha (program)

- Thales

- The Geometer's Sketchpad  komercialni program, eden najbolj razširjenih v ZDA.

- The Geometric Supposer  Arhivirano 2005-04-05 na Wayback Machine.

- GEUP

- Isard  Arhivirano 2005-04-03 na Wayback Machine.

- Kig

- Kgeo

- KSEG  Arhivirano 2006-06-15 na Wayback Machine.

- Geonext

- Non-Euclid

## Podobni programi
- The Geometry Applet

- JavaSketchpad